# Perliodes sexmaculatus
Perliodes sexmaculatus är en insektsart som beskrevs av Ludwig Redtenbacher 1906. Perliodes sexmaculatus ingår i släktet Perliodes och familjen Pseudophasmatidae. Inga underarter finns listade i Catalogue of Life.